# Subdivisions de Zurich
| Évolution des arrondissements      |             |             |             |
|                                    | 1893 à 1913 | 1913 à 1934 | depuis 1934 |
| Vieille ville Zurich jusqu'en 1893 | Kreis I     | Kreis 1     | Kreis 1     |
| Fusion de 1893                     | Kreis II    | Kreis 2     | Kreis 2     |
| Fusion de 1893                     | Kreis III   | Kreis 3     | Kreis 3     |
| Fusion de 1893                     | Kreis III   | Kreis 4     | Kreis 4     |
| Fusion de 1893                     | Kreis III   | Kreis 5     | Kreis 5     |
| Fusion de 1893                     | Kreis IV    | Kreis 6     | Kreis 6     |
| Fusion de 1893                     | Kreis V     | Kreis 7     | Kreis 7     |
| Fusion de 1893                     | Kreis V     | Kreis 8     | Kreis 8     |
| Fusion de 1934                     | ---         | ---         | Kreis 9     |
| Fusion de 1934                     | ---         | ---         | Kreis 10    |
| Fusion de 1934                     | ---         | ---         | Kreis 11    |
| Fusion de 1934                     | ---         | ---         | Kreis 12    |

Subdivisions de Zurich. La ville de Zurich, unique commune du district de Zurich, est administrativement subdivisée en douze arrondissements et 34 quartiers.

## Historique

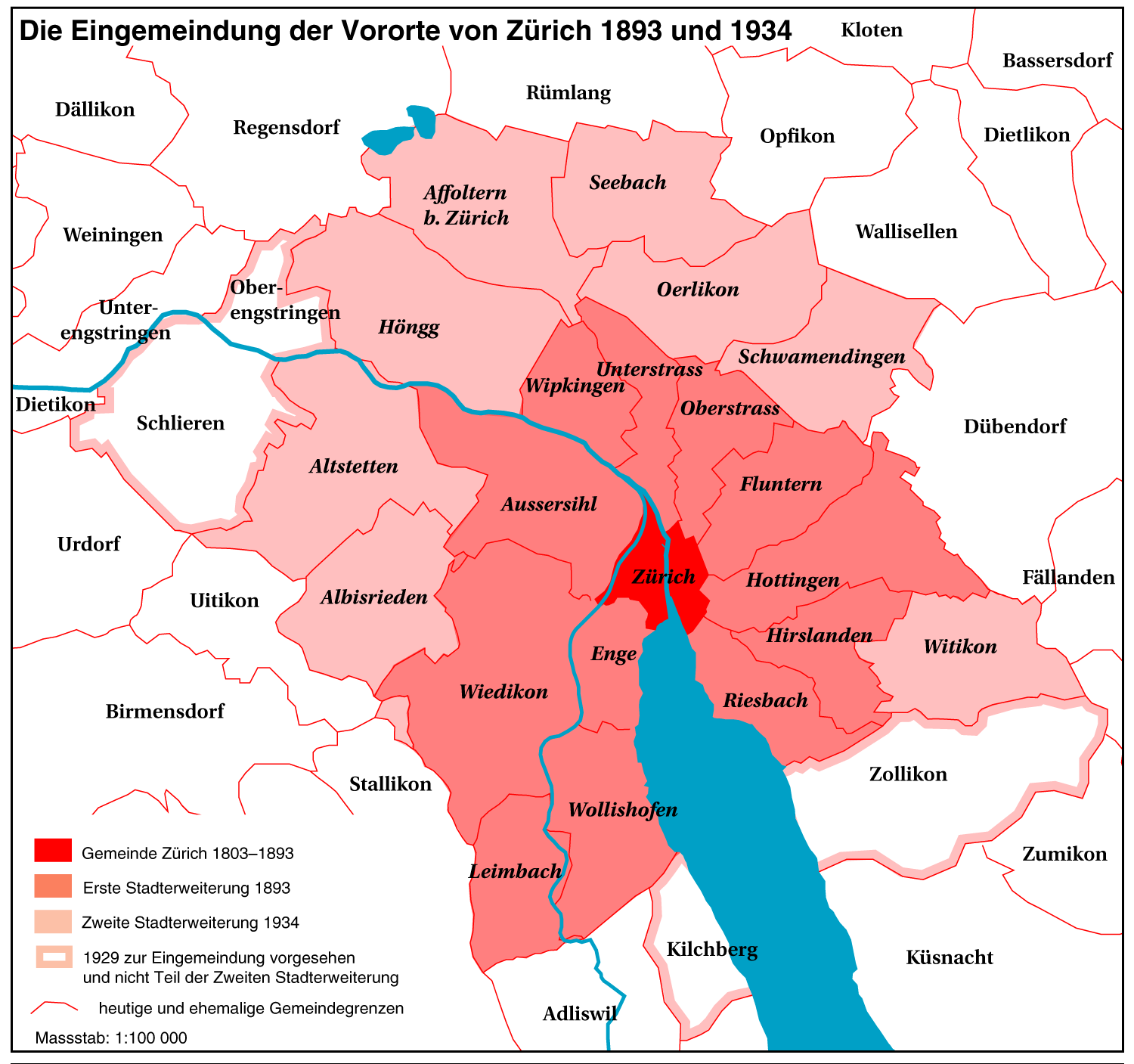
Agrandissements successifs en 1893 et 1934 de la commune de Zurich

La commune historique, dont le territoire avant 1893 correspondait alors au Kreis 1 actuel, avait une surface de 1,69 km2. Au XIXe siècle le développement urbain subit un fort accroissement. La ville opère alors deux agrandissements successifs en 1893 et 1934 avec la fusion de 20 communes limitrophes pour former la commune de Zurich actuelle qui a une surface cinquante fois plus grande.
Lors de la première fusion, en 1893, douze communes intègrent Zurich et le territoire est alors divisé en cinq arrondissements notés en chiffres romains (Kreis I à V).
| Liste des communes qui intègrent Zurich en 1893 : Aussersihl, Enge, Fluntern, Hirslanden, Hottingen, Leimbach, Oberstrass, Riedbach, Unterstrass, Wiedikon, Wipkingen et Wollishofen. |

À partir de 1913, avec la révision des arrondissements, le nombre d'arrondissements passe à huit avec le partage en trois de l'arrondissement III et en deux de l'arrondissement V. Par ailleurs, la numérotation en chiffres arabes est adoptée (Kreis 1 à 8).
En 1934 lors du deuxième agrandissement au nord et dans la vallée de la Limmat, huit autres communes intègrent Zurich. Le découpage de certains arrondissements est revu et leur nombre passe à douze (Kreis 1 à 12).
| Liste des communes qui intègrent Zurich en 1934 : Affoltern, Albisrieden, Altstetten, Höngg, Oerlikon, Seebach, Schwammendigen et Witikon. |

## Kreis 1
| Kreis 1, Altstadt | Kreis 1, Altstadt | Kreis 1, Altstadt | 169 Ha       |
| Situation         | Code de l'OFS     | Quartiers         | Surface [Ha] |
|                   | 261011            | Rathaus           | 39           |
| 261012            | Hochschulen       | 45                |              |
| 261013            | Lindenhof         | 25                |              |
| 261014            | City              | 60                |              |

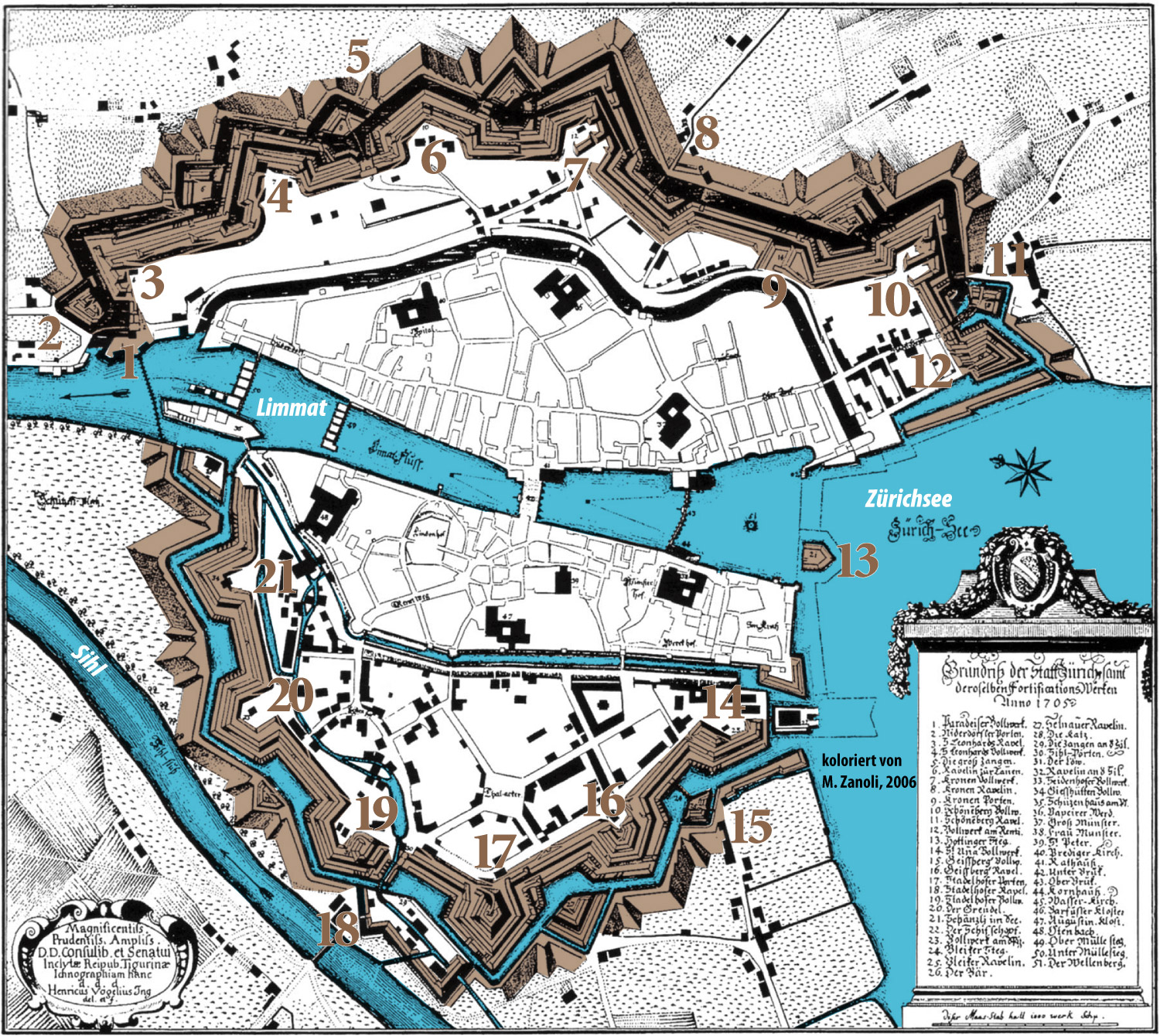
Zurich en 1705. Plan de Heinrich Vögelin

Le Kreis 1 ou Altstadt (ancien kreis I) correspond au territoire de la commune de Zurich jusqu'en 1893. C'est l'actuelle vieille-ville.

Les parties historiques sont die Kleine oder Mindere Stadt sur la rive gauche et die Grosse oder Mehrere Stadt sur la rive droite de la Limmat. Cette partie de la rive droite est actuellement nommée Dörfli ou Niederdorf.

Les quartiers administratifs actuels Rathaus et Hochschulen sont situés sur la rive droite et ceux de Lindenhof et de City sur la rive gauche.

## Kreis 2
| Kreis 2   | Kreis 2       | Kreis 2     | 899 Ha       |
| Situation | Code de l'OFS | Quartiers   | Surface [Ha] |
|           | 261021        | Wollishofen | 421          |
| 261023    | Leimbach      | 293         |              |
| 261024    | Enge          | 185         |              |

Le Kreis 2 est situé sur la rive ouest du lac de Zurich, et est parcouru par la rivière Sihl. Il est composé des anciennes communes de Enge et de Wollishofen qui ont intégré le kreis II de la ville en 1893. Le quartier de Leimbach appartenait à la commune de Enge.

## Kreis 3
| Kreis 3, Wiedikon | Kreis 3, Wiedikon | Kreis 3, Wiedikon | 861 Ha       |
| Situation         | Code de l'OFS     | Quartiers         | Surface [Ha] |
|                   | 261031            | Alt-Wiedikon      | 183          |
| 261033            | Friesenberg       | 518               |              |
| 261034            | Sihlfeld          | 160               |              |

Le Kreis 3 ou Wiedikon est situé sur la rive ouest du lac de Zurich, entre la Sihl et l'Uetliberg. C'est l'ancienne commune de Wiedikon qui a intégré le kreis III en 1893.

## Kreis 4
| Kreis 4, Aussersihl | Kreis 4, Aussersihl | Kreis 4, Aussersihl | 273 Ha       |
| Situation           | Code de l'OFS       | Quartiers           | Surface [Ha] |
|                     | 261041              | Werd                | 32           |
| 261042              | Langstrasse         | 105                 |              |
| 261044              | Hard                | 136                 |              |

Le Kreis 4 ou Aussersihl, né du partage en 1913 du kreis III, est la plaine entre la Sihl, les voies de chemin de fer et Wiedikon. Il est composé d'une partie de l'ancienne commune de Aussersihl (l'autre partie formant le kreis 5) qui a intégré le kreis III en 1893.

## Kreis 5
| Kreis 5, Industriequartier | Kreis 5, Industriequartier | Kreis 5, Industriequartier | 212 Ha       |
| Situation                  | Code de l'OFS              | Quartiers                  | Surface [Ha] |
|                            | 261051                     | Gewerbeschule              | 76           |
| 261052                     | Escher-Wyss                | 136                        |              |

Le Kreis 5 ou Industriequartier, né du partage en 1913 du kreis III, est la plaine entre la Limmat, la Sihl et les voies de chemin de fer. Il est composé d'une partie de l'ancienne commune de Aussersihl (l'autre partie formant le kreis 4) qui a intégré le kreis III en 1893.

## Kreis 6
| Kreis 6   | Kreis 6       | Kreis 6     | 504 Ha       |
| Situation | Code de l'OFS | Quartiers   | Surface [Ha] |
|           | 261061        | Unterstrass | 245          |
| 261063    | Oberstrass    | 259         |              |

Le Kreis 6 sur le flanc du Zürichberg est composé des anciennes communes de Oberstrass et Unterstrass qui ont intégré le kreis IV en 1893.

## Kreis 7
| Kreis 7   | Kreis 7       | Kreis 7   | 1499 Ha      |
| Situation | Code de l'OFS | Quartiers | Surface [Ha] |
|           | 261071        | Fluntern  | 283          |
| 261072    | Hottingen     | 503       |              |
| 261073    | Hirslanden    | 219       |              |
| 261074    | Witikon       | 494       |              |

Le Kreis 7 sur le flanc des Zürichberg et Adlisberg est composé des anciennes communes de Fluntern, Hottingen et Hirslanden qui ont intégré le kreis V en 1893, ainsi que celle de Witikon qui a intégré le kreis 7 en 1934.

## Kreis 8
| Kreis 8, Riesbach | Kreis 8, Riesbach | Kreis 8, Riesbach | 308 Ha       |
| Situation         | Code de l'OFS     | Quartiers         | Surface [Ha] |
|                   | 261081            | Seefeld           | 69           |
| 261082            | Mühlebach         | 64                |              |
| 261083            | Weinegg           | 175               |              |

Le Kreis 8 ou Riesbach, né du partage en 1913 du kreis V, est situé sur la rive est du lac de Zurich. C'est l'ancienne commune de Riesbach qui a intégré le kreis V en 1893.

## Kreis 9
| Kreis 9   | Kreis 9       | Kreis 9     | 1209 Ha      |
| Situation | Code de l'OFS | Quartiers   | Surface [Ha] |
|           | 261091        | Albisrieden | 462          |
| 261092    | Altstetten    | 747         |              |

Le Kreis 9 entre la rive gauche de la Limmat et l'Uetliberg, est composé des anciennes communes de Altstetten et de Albisrieden qui ont intégré la ville en 1934.

## Kreis 10
| Kreis 10  | Kreis 10      | Kreis 10  | 908 Ha       |
| Situation | Code de l'OFS | Quartiers | Surface [Ha] |
|           | 261101        | Höngg     | 699          |
| 261102    | Wipkingen     | 209       |              |

Le Kreis 10 entre la rive droite de la Limmat et le flanc sud des Hönggerberg et Käferberg est composé de l'ancienne commune de Wipkingen qui a intégré le kreis IV en 1893 ainsi que celle de Höngg qui a formé le kreis 10 en 1934.

## Kreis 11
| Kreis 11  | Kreis 11      | Kreis 11  | 1347 Ha      |
| Situation | Code de l'OFS | Quartiers | Surface [Ha] |
|           | 261111        | Affoltern | 604          |
| 261115    | Oerlikon      | 270       |              |
| 261119    | Seebach       | 473       |              |

Le Kreis 11 sur la plaine au nord des Hönggerberg et Käferberg entre la vallée de Glatt et le Katzensee, est composé des anciennes communes d'Affoltern, d'Oerlikon et de Seebach qui ont intégré la ville en 1934.

## Kreis 12
| Kreis 12, Schwamendingen | Kreis 12, Schwamendingen | Kreis 12, Schwamendingen | 598 Ha       |
| Situation                | Code de l'OFS            | Quartiers                | Surface [Ha] |
|                          | 261121                   | Saatlen                  | 116          |
| 261122                   | Schwamendingen Mitte     | 224                      |              |
| 261123                   | Hirzenbach               | 258                      |              |

Le Kreis 12 ou Schwamendingen, dans la vallée de Glatt au nord du Zürichberg, est composé de l'ancienne commune de Schwamendingen qui a intégré la ville en 1934. 